# Zgromadzenie Narodowe (Surinam)
Zgromadzenie Narodowe (nid. De Nationale Assemblée) – jednoizbowy parlament Surinamu, główny organ władzy ustawodawczej w tym kraju. Składa się z 51 członków wybieranych na pięcioletnią kadencję. W wyborach stosuje się wielomandatowe okręgi wyborcze i ordynację proporcjonalną. 
Czynne prawo wyborcze przysługuje obywatelom Surinamu w wieku co najmniej 18 lat, zamieszkującym na terytorium kraju. Kandydaci muszą mieć co najmniej 21 lat i zamieszkiwać od co najmniej dwóch lat na terenie okręgu wyborczego, w którym startują. Dodatkowo muszą należeć do jednej z partii politycznych - surinamskie prawo nie zna pojęcia kandydata niezależnego.  

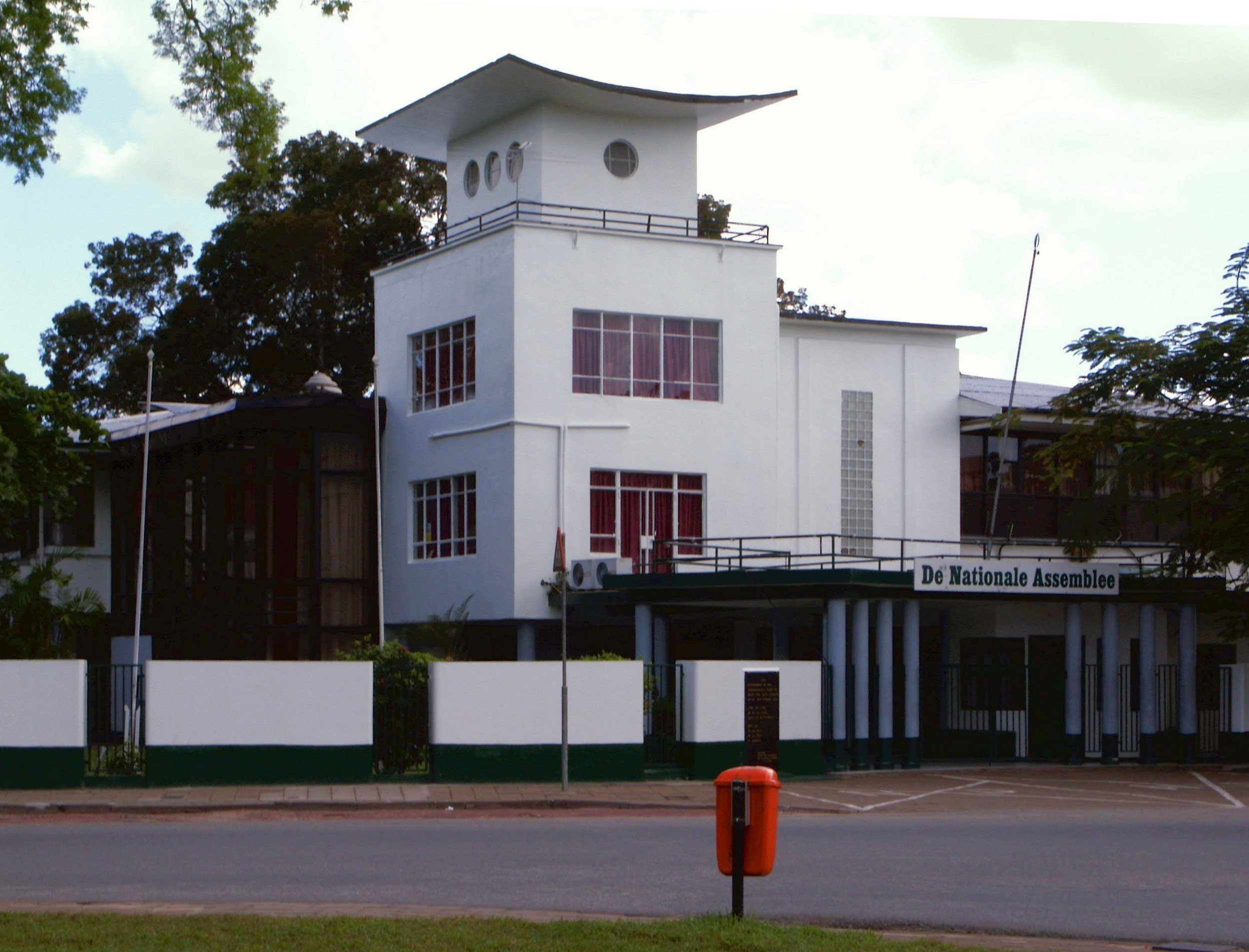
Budynek Zgromadzenia Narodowego w Paramaribo